# Finspång község
Finspång község (svédül: Finspångs kommun) Svédország 290 községének egyike. Östergötland megyében található, székhelye Finspång.

## Települések
A község települései:
| Település       | Népesség | Megjegyzés         |
| --------------- | -------- | ------------------ |
| Borggård        | 252      |                    |
| Butbro          | 215      |                    |
| Falla           | 463      |                    |
| Finspång        | 12415    | a község székhelye |
| Grytgöl         | 301      |                    |
| Hällestad       | 357      |                    |
| Igelfors        | 231      |                    |
| Ljusfallshammar | 318      |                    |
| Lotorp          | 715      |                    |
| Rejmyre         | 899      |                    |
| Sonstorp        | 471      |                    |